# NGC 2365
NGC 2365 est une galaxie spirale intermédiaire (barrée ?) située dans la constellation des Gémeaux. NGC 2365  a été découverte par l'astronome allemand Albert Marth en 1864.

## Caractéristiques
Sa vitesse par rapport au fond diffus cosmologique est de 2 444 ± 13 km/s, ce qui correspond à une distance de Hubble de 36,0 ± 2,5 Mpc (∼117 millions d'al).
À ce jour, sept mesures non basées sur le décalage vers le rouge (redshift) donnent une distance de 38,029 ± 5,519 Mpc (∼124 millions d'al), ce qui est à l'intérieur des valeurs de la distance de Hubble.
La classe de luminosité de NGC 2365 est I et elle présente une large raie HI.